# Церковь Казанской иконы Божией Матери (Шеино)
Церковь Казанской иконы Божией Матери — православный храм в бывшем селе Шеино Егорьевского уезда (ныне Шатурского района Московской области), существовавший в 1784—1953 годах.

## История
К середине XVIII века в селе Шеино уже существовало две деревянные церкви: Казанская, построенная в 1696 году, и Троицкая с Никольским приделом, построенная в 1744 году.
В 1782 году начинается строительство новой церкви в честь иконы Божией Матери Казанской с приделом Троицким и Никольским. В 1784 году новопостроенная церковь была освящена.
Старую Казанскую церковь сломали, а Троицкую в 1787 году перенесли в село Владычино.
В 1796 году в церкви был устроен новый иконостас.
По данным 1890 года в состав прихода, кроме села, входили деревни: Погостище, Шеино, Лека, Ганино, Волово, Зименки, Коренец, Ново-Черкасово, Старо-Черкасово и Якушевичи.
Церковь была закрыта в 1937 году и впоследствии разрушена. Последний настоятель Казанского храма протоиерей Николай Постников был арестован и 9 декабря 1937 года расстрелян. В 2000 году протоиерей Николай был причислен к лику Святых новомучеников и исповедников Шатурских.
В сентябре 2013 года на месте церкви установлен крест в память о разрушенном храме.